# Ängsön, Haninge kommun
Ängsön är en ö i Stockholms skärgård och ett fritidshusområde norr om Smådalarö i Haninge kommun. Ön var 2010 bebyggd med 74 fritidshus över 27 hektar, vilket inkluderar mer än halva ön. SCB har avgränsat ett fritidshusområde här sedan år 2000, när begreppet introducerades. Waxholmsbolagets färjor som utgår från Saltsjöbaden och Stavsnäs angör Ängsön.